# Clinton (Mississippi)
Clinton is een plaats (city) in de Amerikaanse staat Mississippi, en valt bestuurlijk gezien onder Hinds County.

## Demografie
Bij de volkstelling in 2000 werd het aantal inwoners vastgesteld op 23.347. In 2006 is het aantal inwoners door het United States Census Bureau geschat op 26.212, een stijging van 2865 (12,3%).

## Geografie
Volgens het United States Census Bureau beslaat de plaats een oppervlakte van 62,4 km², waarvan 61,8 km² land en 0,6 km² water. Clinton ligt op ongeveer 109 m boven zeeniveau.

## Geboren
- Larry Myricks (10 maart 1956), atleet
- Natalee Holloway (1986-2005?), misdaadslachtoffer
- Daniel Curtis Lee (17 mei 1991), acteur

## Plaatsen in de nabije omgeving
De onderstaande figuur toont nabijgelegen plaatsen in een straal van 20 km rond Clinton.